# RCSED
RCSED (the value-added Reference Catalog of Spectral Energy Distributions of galaxies) — крупнейшая астрономическая база данных, содержащая однородные спектрофотометрические данные для галактик разных морфологических типов и классов светимости на малых и средних красных смещениях (0,007 < z < 0,6). Каталог доступен на сайте проекта или с помощью средств Виртуальной Обсерватории.
На 2016 год каталог включал данные для 800299 галактик в 11 фотометрических полосах (из обзоров GALEX, SDSS, UKIDSS), результаты определения звёздного населения (по спектрам SDSS), дисперсии скоростей, параметрические истории звёздообразования, металличности газа и звёзд, параметрические и непараметрические потоки и профили эмиссионных линий, результаты декомпозиции галактик балдж+диск, морфологическая классификация из проекта Galaxy Zoo.

## Идея проекта
В многочисленных работах изучалась полная выборка галактик из SDSS, без использования какой бы то ни было дополнительной информации по исследуемым объектам. Впервые успешно дополнили данные SDSS в работе Blanton Архивная копия от 11 февраля 2017 на Wayback Machine в каталоге New York University Value-Added Galaxy Catalog (NYU-VAGC) в 2005 году. Он был нацелен на исследования статистических свойств галактик и крупномасштабной структуры Вселенной и включал в себя данные по фотометрии и спектроскопии одной из ранних версий SDSS, позиционные совпадения с 2MASS, каталог точечных источников в дальнем инфракрасном диапазоне, обзором слабых радиоисточников на FIRST и дополнительную информацию по галактикам из 3rd Reference Catalogue of Bright Galaxies и Two-Degree Field Galaxy Redshift Survey.
Спустя десятилетие после публикации NYU-VAGC, появилась острая необходимость в следующем поколении сборки каталога галактик, основанного на данных современных обзоров, недоступных раньше. Поэтому появился каталог RCSED, основанный на совокупности данных обзоров SDSS, GALEX и UKIDSS, а также включающего комплексный анализ линий поглощения и излучения в спектрах галактик.
Основная идея заключается в использовании синергии, обеспеченной совмещением наборов панхроматических данных, для внегалактической астрофизики:
- оптический диапазон лучше всего изучен, и для него существуют хорошо откалиброванные модели звёздных населений;
- потоки в ультрафиолетовой области чувствительны даже к малой доле недавно образовавшихся звёзд, и поэтому содержат ценную информацию об истории звёздообразования;
- область ближнего ИК значительно менее чувствительна к внутреннему пылевому покраснению и возрастам звёздных населений, поэтому может обеспечить хорошие оценки звёздных масс.

RCSED позволят астрономам изучать образование и эволюцию галактик на красных смещениях 0,007 < z < 0,6 явным образом с минимальными дополнительными манипуляциями.

## История проекта
Работа над каталогом RCSED началась в 2009 году с разработки нового подхода к преобразованию спектров галактик к нулевым красным смещениям, рассчитывая аналитические приближения k-поправок в оптических и NIR полосах. Затем алгоритм расширили на GALEX (FUV и NUV) и в 2012 году открыли универсальную трёхмерную зависимость NUV и оптических цветов галактик и светимостей. Обработав спектры SDSS, используя новейшие модели звёздных населений, получили дисперсии скоростей, возраста и металличности звёзд и предоставили эти результаты проекту калибровки фундаментальной плоскости галактик по SDSS путём сильного[какого?] статистического анализа.
В 2013—2014 годах с помощью каталога были обнаружены массивные компактные галактики ранних типов на средних красных смещениях.
И наконец в 2015 году, используя сложный набор критериев, удалось обнаружили большую выборку компактных эллиптических галактик, считавшихся крайне редкими.
В декабре 2016 года состоялся официальный релиз каталога RCSED Архивная копия от 9 февраля 2017 на Wayback Machine.

## Содержание каталога
В основу каталога легли данные из трёх крупных обзоров:
- SDSS DR7[13] (ugriz + спектры) — галактики с неактивными ядрами и z < 0.6
- GALEX DR6[14] (FUV 154 нм и NUV 228 нм) — дополнение UV фотометрией
- UKIDSS DR10[15] (YGHK) — дополнение NIR фотометрией

Фотометрия исправлена за поглощение и k-поправки для галактик в петросяновских радиусах и 3-секундных апертурах (во всех 11 фотометрических полосах).
Добавлена информация по некоторым наиболее широко используемым свойствам галактик:
- Параметры двумерной декомпозиции балдж+диск (по Simard et al. Архивная копия от 11 февраля 2017 на Wayback Machine) изображений из SDSS;
- Морфологическая классификация разрешённых галактик из проекта Galaxy Zoo[5].

Также проведена комплексная обработка спектров SDSS:
- Проведён подробный анализ абсорбционных линий;
- Получены радиальные скорости и дисперсия скоростей звёзд;
- Восстановлены параметры истории звёздообразования для SSP и exp-SFH моделей;
- Определены параметры эмиссионных линий параметрической и непараметрической аппроксимацией профилей;
- Получены оценки металличности газа и звёзд.

В результате каталог состоит из 9 fits-таблиц работа с которыми возможна с помощью SQL-запросов через средства Виртуальной Обсерватории

## Применение каталога
Каталог применим в различных исследовательских проектах, которые можно разделить на две группы:
1. Статистические исследования свойств галактик;
2. Поиск и открытие галактик редких типов.

## Команда разработчиков
В разработке каталога и сайта проекта принимали участие:
- Ivan Zolotukhin (SAI MSU[16], IRAP Observatoire Midi-Pyrénées Архивная копия от 6 февраля 2017 на Wayback Machine)
- Igor Chilingarian (Harvard-Smithsonian Center for Astrophysics[17], SAI MSU[16])
- Ivan Katkov (SAI MSU[16])
- Anne-Laure Melchior (LERMA Observatoire de Paris[18], UPMC Архивная копия от 11 февраля 2017 на Wayback Machine)
- Kirill Grishin (MSU[16])
- Evgeniy Rubtsov (MSU[16])
- Maxim Chernyshov (штатский учёный)
- Anton Kilchik (штатский учёный)
- Alexey Sergeev (штатский учёный)
- Askar Timirgazin (штатский учёный)
- Roman Tihanovich (штатский учёный)